# Kymi-Aliveri
Kymi-Aliveri (Nieuwgrieks: Κύμη-Αλιβέρι) is sedert 2011 een fusiegemeente (dimos) in de Griekse bestuurlijke regio (periferia) Centraal-Griekenland.
De vijf deelgemeenten (dimotiki enotita) van de fusiegemeente zijn:
- Avlon (Αυλών)
- Dystos (Δύστος)
- Konistres (Κονίστρες)
- Kymi (Κύμη)
- Taminaioi (Ταμιναίοι)